# Bình Hòa, Giao Thủy
Bình Hòa là một xã thuộc huyện Giao Thủy, tỉnh Nam Định, Việt Nam.
Xã Bình Hòa – đơn vị Anh hùng Lực lượng vũ trang nhân dân thời kỳ kháng chiến chống thực dân Pháp, nằm liền kề với thị trấn Ngô Đồng, có diện tích 6,21 km², dân số năm 1999 là 7970 người, mật độ dân số đạt 1283 người/km². Xã có 3 đền 4 chùa, trong đó có đền và chùa Diêm Điền là được công nhận là Di tích lịch sử- văn hóa cấp quốc gia. Đây là địa phương có dự án Đường cao tốc Ninh Bình – Hải Phòng đi qua.
Bình Hòa là xã làm điểm của huyện về xây dựng mô hình Nông thôn mới giai đoạn 2010-2015. Hệ thống giao thông, kênh mương, xử lý rác thải… đang tiếp tục được đầu tư xây dựng kiên cố hóa. Xã có trường Tiểu học, Trung học cơ sở và cơ sở Y tế đạt chuẩn quốc gia.
Năm 2011, năng suất lúa bình quân đạt 135 tạ/ha, tổng sản lượng lương thực đạt 5.000 tấn, bình quân lương thực đạt 570 kg/ người, chăn nuôi đạt 360 tấn thịt. Bên cạnh trồng trọt, chăn nuôi, nhân dân trong xã còn phát triển các ngành nghề khác như: cơ khí, mộc, chế biến lương thực - thực phẩm. Tổng giá trị sản xuất năm 2011 ước đạt 105 tỷ đồng.